# 威紅線
威紅線 (いこうせん) とは中国の全長68 kmの鉄道路線。貴州省西部の炭鉱資源を運び出す3路線のうちの１つであり、1997年11月30日に南昆線と同時開通した。
貴州省黔西南プイ族ミャオ族自治州興義市にある威舎駅にて南昆線と接続する。南昆線の威舍駅と大田辺駅の間で北に分岐し、終点の紅果駅にて盤西線・水紅線に接続する。
貨物列車が主体であるが、通勤用の普通列車も運行されている。